# Omroep voor Kunst en Cultuur
De Omroep voor Kunst en Cultuur ofwel Omroep C is een eind 2006 opgerichte omroepvereniging in Nederland. De omroep zendt niet uit op televisie; bij de meest recente toetredingsronde waarbij omroepen de C-status konden verkrijgen, had de omroep net niet genoeg leden. Volgens een eigen persbericht kwam men op peildatum 1 april 2009 ongeveer 3000 leden tekort om de drempel van 50.000 leden te halen.
De omroep is het initiatief van Kees van Twist, directeur van het Groninger Museum, en Ad 's-Gravesande, oud-directeur van de AVRO en het Holland Festival. Zij hebben de omroep opgericht uit onvrede over het kunst- en cultuuraanbod op radio en televisie. "Omroep C is een onafhankelijke organisatie, die zich ten doel stelt het onhoorbare hoorbaar en het onzichtbare zichtbaar te maken via alle media die vandaag de dag beschikbaar zijn."